# Archéparchie de Mossoul des Chaldéens
L'archéparchie de Mossoul des Chaldéens (latin : Archieparchia Mausiliensis Chaldaeorum) est une juridiction ecclésiastique de l'Église catholique destinée aux fidèles de rite oriental de l'Église catholique chaldéenne, une des 23 Églises catholiques de rite orientale, se trouvant à Mossoul, dans le nord de l’Irak.
Ses fidèles sont des Chaldéens et des locuteurs en araméen. Le diocèse comprend la ville de Mossoul. Le territoire est subdivisé en 12 paroisses. Le diocèse de Mossoul a été élevé au rang d’archéparchie de Mossoul le 14 février 1967 par le pape Paul VI. L'ordinaire était Mar Paulos Faraj Rahho jusqu'à sa mort au début de 2008. En novembre 2009, Mgr Emil Shimoun Nona, archevêque élu, lui a succédé jusqu'à son élection et sa ratification en tant que professeur d'anthropologie au Babel College et pasteur et vicaire général de l'éparchie d'Alqosh. L'Église de la Vierge Marie de Mossoul a été incendiée par l'État islamique le 22 février 2015.
La ville de Mossoul a été le siège du patriarche de l'Église catholique chaldéenne de Mar Yohannan Hormizd (en) à Yousef VI Emmanuel II Thomas (en).

## Archevêché de Mossoul
L'archéparchie est dirigée par l'archevêque titulaire dont le siège est la cathédrale Saint-Paul. La cathédrale a été la cible d'un attentat à la bombe le 7 décembre 2004, endommageant gravement le bâtiment. La résidence de l’évêque était un bâtiment moderne de deux étages abritant l’archevêché, qui était situé à 10 km de la cathédrale. L'archevêché a été construit et inauguré en 1995 par Mar George Garmo (en). L'archevêché a été détruit le 12 août 1995 par cinq assaillants qui ont saccagé le bâtiment après avoir forcé tout le monde à partir et chargé de dynamite dans le bâtiment.
Tard le 29 février 2008, selon un rapport du Catholic News Service (en), l'archevêque Rahho a été enlevé de sa voiture. Ses gardes du corps et son chauffeur ont été tués .
Le 13 mars 2008, le corps de l'archevêque a été découvert enterré près de Mossoul .
Ce n'est qu'en septembre 2021  que l'archevêché rouvre ses portes après avoir été entièrement restauré.

## Ordinaires
1. Yohannan Hormizd (en) (1778-1818)
2. Nicolas I Zaya (en)
3. Joseph Audo (1825-1833)
4. Eliya Abulyonan (en)
5. Audishu V Khayyath (en)
6. Yousef VI Emmanuel II Thomas (en) (1900-1947)
7. Yousef VII Ghanima (en) (1947-1958)
8. Paul II Cheikho (en) (1958-1960)
9. Emmanuel Daddi † (27 juin 1960 - 11 janvier 1980 décédé)
10. Georges F. Garmo † (23 avril 1980 - décédé le 9 septembre 1999)
11. Paulos Faraj Rahho † (12 janvier 2001 - 2008 tué - corps retrouvé le 13 mars 2008)
12. Emil Shimoun Nona (13 novembre 2009 - 15 janvier 2015) (exilé à Erbil en 2014, puis transféré en Australie et en Nouvelle-Zélande en 2015)
13. Najeeb Michaeel (22 décembre 2018 -)[4]

## Liste des édifices cultuelles
Vous trouverez ci-dessous une liste des églises de l’archéparchie de Mossoul et leur emplacement :
- Saint Miskenta le Martyr - Al Mayasa
- Saint Isiah - Ras Al Koor
- Saint Paul - Hai Al-Majmou'a
- Notre Mère du Perpétuel Secours - Dawasa
- Saint Joseph - Al-Mayda
- Église de la Vierge Marie - Al-Dargazliya
- Saint Ephrem - Mousal Al-Jadida
- Sacré Cœur - Tel Keppe
- Saint Addai - Karamles

## Statistiques
Les statistiques suivantes ont été rapportées en 2004.
- Total catholiques : 20 600
- Prêtres diocésains : 10
- Prêtres religieux : 4
- Nombre total de prêtres : 14
- Catholiques par prêtre : 1 471
- Diacres permanents : 1
- Religieux masculin : 4
- Paroisses : 10